# Butanoato de butila
Butanoato de butila é o éster formado pela condensação do ácido butanoico com o 1-butanol. Este éster é um poluente marinho, e causa irritação aos olhos e pele. Quando utilizado a nomenclatura usual, também pode ser chamado de butiroato de butila.